# Brachymeria excarinata
Brachymeria excarinata är en stekelart som beskrevs av Charles Joseph Gahan 1925. Brachymeria excarinata ingår i släktet Brachymeria och familjen bredlårsteklar. Inga underarter finns listade.